# Schwarzblut
Schwarzblut is een Nederlandse band. Hun muziekstijl is een mix van gothic, electro en industrial, en de band zingt voornamelijk in het Duits. Schwarzblut is opgericht eind 2007, begin 2008.  In 2009 heeft de band de ep Sehlenwolf uitgegeven, waarop vijf nummers stonden. De clip horend bij het nummer "Dammrung senkte sich von oben" bevat beelden van onder meer Radio Kootwijk en het Sluis- en Stuwcomplex Amerongen. 
Begin 2010 kwam hun cd Das Mausoleum uit in twee versies. Een reguliere versie, en een limited edition met een remix-cd. 
In 2012 werd deze gevolgd door hun tweede cd Maschinenwesen. Ook deze werd uitgebracht in een reguliere versie en een limited edition met remix-cd.
Enkele invloeden op hun werk zijn de Duitse dichter Johann Wolfgang von Goethe en de Middeleeuwse europese dichtkunst. Zo bevat het album Idisi muzikale rendities van onder andere het Hebban olla vogala-fragment (Vogala), een kort middelenederlands gedicht (Ghequetst), de eerste Merseburger toverspreuk (Eiris sazun idisi) en het Middelhoogduitse Palästinalied van Walther von der Vogelweide.

## Bezetting
- Zeon, muziek en zang
- Angèlika, zang
- Gijs, drums, synths en zang
- Verstörungssyndikat, basgitaar

## Discografie
- Sehlenwolf (ep), 2009
- Das Mausoleum, 2010
- Maschinenwesen, 2012
- Bis aufs Blut (ep), 2014
- Gebeyn Aller Verdammten, 2014
- Virginis Memoriae (split ep), 2015
- Judas (ep), 2015
- Wildes Herz (split mini album), 2017
- Idisi, 2018